# Hasso Billerbeck
Hasso Billerbeck (* 8. Juni 1940 in Frankfurt an der Oder; † Mitte Januar 2011) war ein deutscher Schauspieler und Synchronsprecher.

## Leben

### Werdegang als Theaterschauspieler
Billerbeck stammte aus Frankfurt an der Oder, wo er, während seiner Lehrzeit, als Statist bereits erste Bühnenerfahrung sammelte. Er wollte zwar eigentlich Konditor werden, absolvierte dann aber eine Spezialausbildung zum Funker, studierte nachfolgend Schauspiel in Leipzig und verbrachte schließlich zwei Jahre am Schauspielstudio des Deutschen Nationaltheaters Weimar, ehe er dort übernommen wurde. Von 1968 bis 2004 gehörte er dem festen Ensemble des Theaters an. 
Im Laufe seiner Karriere spielte er viele populäre Rollen, wie den Mackie Messer in Bertolt Brechts Dreigroschenoper, den Professor Higgins in My Fair Lady und den Fiesco in Die Verschwörung des Fiesco zu Genua. Einen besonderen Höhepunkt seines Schaffens stellte außerdem die Deutschlandpremiere von Gija Kantschelis Musik für die Lebenden dar, an der er in einer großen, bis auf Schreie, stummen Rolle als einziger Schauspieler mitwirkte, während die übrige Besetzung nur aus Opernsängern und einem Kinderchor bestand.
Nach seiner langen Dienstzeit in Weimar, siedelte Billerbeck freischaffend nach Berlin um, war bis 2006 aber noch als Gast am Weimarer Theater zu sehen.
Mitte Januar 2011 erlag Hasso Billerbeck einer schweren Krankheit. Stationen seines Lebens auf:

### Schaffen als Synchronsprecher
In der DDR war Billerbeck außerdem häufig als Synchronsprecher tätig. Zwar befand sich seinerzeit in Weimar ein Synchronstudio, Billerbeck wurde jedoch auch in anderen Städten engagiert. Er synchronisierte u. a. die Titelrolle in der ungarischen Zeichentrickserie Pom Pom, für die er auch übernommen wurde, als die Synchronisation der Serie nicht mehr in Leipzig, sondern fortan in Berlin stattfand. Darüber hinaus wurde er z. B. wiederholt für den US-amerikanischen Schauspieler Frank Wolff besetzt.
Im Zuge der Wende zog sich Billerbeck aus der Branche zurück. Ein Grund, dass er diese Tätigkeit nie wieder aufgriff, war, dass die Branche zunehmend unter Zeitdruck geriet und mittlerweile Schauspieler sogar meist einzeln aufgenommen und erst danach am Schnitt nebeneinander im Film platziert werden. Billerbeck hingegen sah den Reiz dieser Arbeit vor allem darin, gemeinsam im Studio zu stehen und die Rollen in voller Interaktion zu spielen.

### Film
Vereinzelt war Hasso Billerbeck auch selbst in Spielfilmen zu sehen. So wirkte er gleich zu Beginn seiner Schauspiellaufbahn in Hauptmann Florian von der Mühle, an der Seite von Manfred Krug und Rolf Herricht, mit. Er blieb dem Medium bis zu seinem Tod verbunden, wurde aufgrund seiner Spezialisierung auf das Theater aber nur selten engagiert.